# Claude Lorrain
Claude Lorrain, pe numele adevărat Claude Gellée, (c. 1600 – 21 sau 23 noiembrie 1682) a fost artist baroc.

## Biografie
S-a născut în satul Chamagne din Lorena, în anul 1600. A fost cel de-al treilea copil al unei familii de țărani cu cinci copii. Claude are 12 ani când rămâne orfan de ambii părinți. Inițial este luat în custodie de fratele lui mai mare, Jean, care îl duce la Freiburg im Breisgau, în Schwarzwald, unde Jean conducea un atelier care producea mozaicuri în lemn. Aici, Claude învață să deseneze primele frunze și arabescuri.

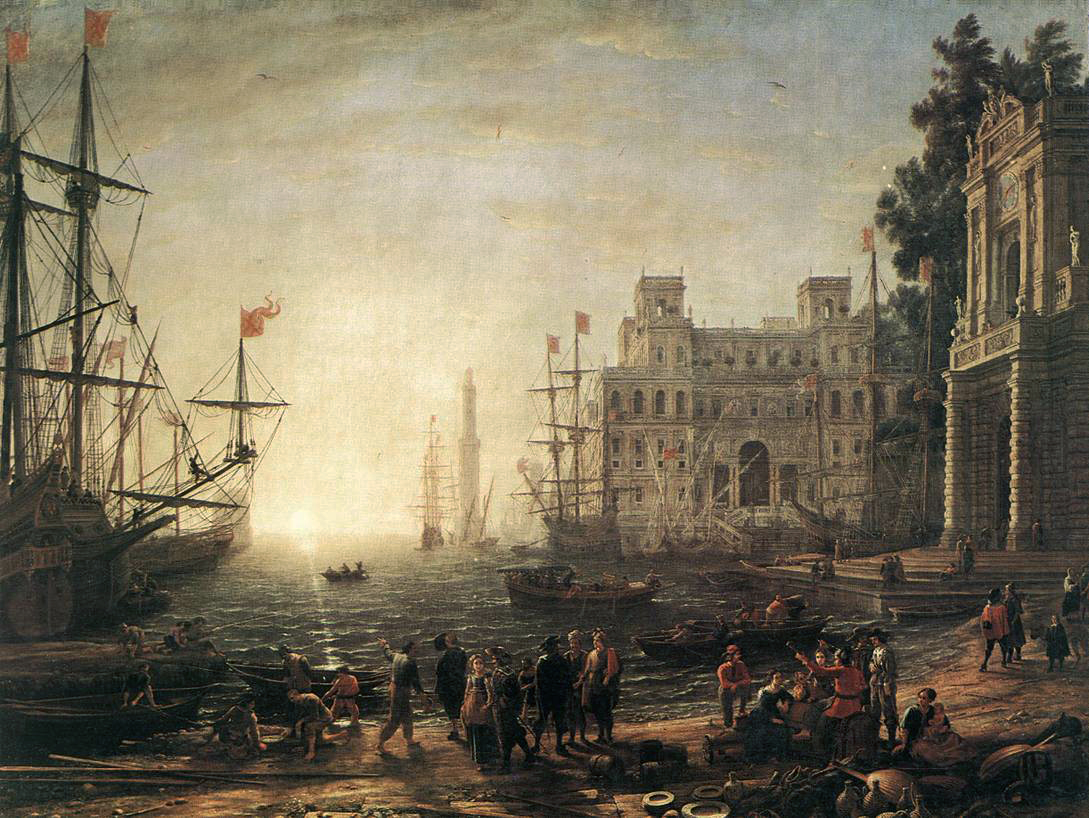
Port (Villa Medici) de Claude Lorrain (1637).

După un an pleacă împreună cu un grup de compatrioți în Italia. La Roma se angajează servitor la atelierul peisagistului italian Agostino Tassi. Avansează de la servitor la ucenic și apoi la asistent. În anul 1618 pleacă la Neapole, unde vreme de doi ani își desăvârșește tehnica la atelierul lui Goffredo Waels. În 1625 se întoarce la Lorena și se stabilește la Nancy. Lucrează ca asistent al pictorului de curte Claude Deruet.
În anul 1627 se hotărăște să mai facă o călătorie în Italia. Merge prin Lyon la Marsilia și în cele din urmă la Roma. Închiriază o locuință lângă Via Margutta, în cartierul unde locuiau mulți artiști străini. În anul 1633, devine membru al Academiei Sfântului Luca. De acum înainte va fi numit Lorrain. În scurtă vreme își face o clientelă vastă atât la Roma cât și în afara granițelor. Lucrează pentru regele Spaniei, Filip al IV-lea, care îi comandă în 1635 o serie de peisaje pentru noul său palat Buen Retiro din Madrid.
Comanda de patru tablouri pe care i-a făcut-o Papa Urban al VIII-lea marchează începutul gloriei pictorului. În scurtă vreme este copleșit de comenzi. Este tipul omului de casă și nu iese des în societate. Locuiește cu fiica sa nelegitimă, Agnes, și cu doi nepoți. În anul 1663 are primul atac grav de podagră și își scrie testamentul. Va mai trăi aproape douăzeci de ani; moartea îl surprinde lucrând: nu reușește să termine Peisaj cu Ascanius omorând cerbul Silviei. Claude Lorrain moare la 23 noiembrie 1682, la vârsta de 82 de ani. Este înmormântat la Catedrala Trinita dei Monti din Roma.